# Emma Aicher
Emma Aicher (Sundsvall, 13 novembre 2003) è una sciatrice alpina tedesca.

## Biografia
Attiva in gare FIS dal novembre del 2019, in Coppa Europa la Aicher ha esordito il 12 dicembre 2020 in Valle Aurina/Klausberg in slalom speciale, senza completare la prova, e ha conquistato il primo podio il 25 gennaio 2021 a Zell am See nella medesima specialità (3ª). Ai Mondiali di Cortina d'Ampezzo 2021, sua prima presenza iridata, ha vinto la medaglia di bronzo nella gara a squadre, non ha completato lo slalom speciale e non si è qualificata per la finale nello slalom parallelo; ha debuttato in Coppa del Mondo il 13 novembre dello stesso anno a Lech/Zürs in slalom parallelo (19ª) e il 12 dicembre seguente ha conquistato la prima vittoria in Coppa Europa, a Pass Thurn in slalom speciale.
Ai XXIV Giochi olimpici invernali di Pechino 2022, suo esordio olimpico, ha vinto la medaglia d'argento nella gara a squadre e si è classificata 21ª nello slalom gigante e 18ª nello slalom speciale; ai successivi Mondiali juniores di Panorama 2022 ha vinto la medaglia d'argento nella discesa libera, nello slalom gigante e nello slalom speciale, mentre a quelli di Sankt Anton am Arlberg 2023 ha conquistato la medaglia d'argento nella combinata a squadre. Ai Mondiali di Courchevel/Méribel 2023 si è piazzata 18ª nel supergigante, 31ª nello slalom gigante, 21ª nello slalom speciale, 8ª nella combinata e non ha completato la discesa libera; a quelli di Saalbach-Hinterglemm 2025 è stata 6ª nella discesa libera, 6ª nel supergigante, 23ª nello slalom gigante, 17ª nella combinata a squadre e non ha completato lo slalom speciale. Il 28 febbraio 2025 ha conquistato il primo podio in Coppa del Mondo nella discesa libera di Kvitfjell (2ª) e il giorno seguente la prima vittoria nelle medesime località e specialità.

## Palmarès

### Olimpiadi
- 1 medaglia:
  - 1 argento (gara a squadre a Pechino 2022)

### Mondiali
- 1 medaglia:
  - 1 bronzo (gara a squadre a Cortina d'Ampezzo 2021)

### Mondiali juniores
- 4 medaglie:
  - 4 argenti (discesa libera, slalom gigante, slalom speciale a Panorama 2022; combinata a squadre a Sankt Anton am Arlberg 2023)

### Coppa del Mondo
- Miglior piazzamento in classifica generale: 15ª nel 2025
- 3 podi (2 in discesa libera, 1 in supergigante):
  - 2 vittorie (1 in discesa libera, 1 in supergigante)
  - 1 secondo posto (in discesa libera)

#### Coppa del Mondo - vittorie
| Data          | Località  | Paese    | Specialità |
| ------------- | --------- | -------- | ---------- |
| 1º marzo 2025 | Kvitfjell | Norvegia | DH         |
| 13 marzo 2025 | La Thuile | Italia   | SG         |

Legenda:

DH = discesa libera

SG = supergigante

### Coppa Europa
- Miglior piazzamento in classifica generale: 39ª nel 2022
- 3 podi:
  - 2 vittorie
  - 1 terzo posto

#### Coppa Europa - vittorie
| Data            | Località   | Paese   | Specialità |
| --------------- | ---------- | ------- | ---------- |
| 2 dicembre 2021 | Pass Thurn | Austria | SL         |
| 3 dicembre 2021 | Pass Thurn | Austria | SL         |

Legenda:

SL = slalom speciale

### Campionati tedeschi
- 9 medaglie:
  - 5 ori (slalom speciale nel 2021; discesa libera, supergigante, slalom speciale, combinata nel 2022)
  - 4 argenti (slalom gigante nel 2022; supergigante, slalom gigante, slalom speciale nel 2023)